# Justa Grata Honoria

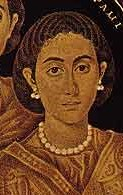
Honoria

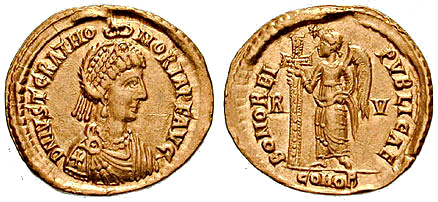
Justa Grata Honoria korabeli pénzérmén

Justa Grata Honoria (*418 körül – †Róma, 455 körül) III. Valentinianus római császár nővére, III. Constantius nyugat-római császár és Galla Placidia császárné egyetlen leánya, társcsászárnő (augusta).

## Élete
Rómában született. Első két keresztnevét anyai nagynénjeiről kapta, akik, akárcsak Galla Placidia, I. Valentinianus nyugat-római császár és Justina császárné leányai voltak, harmadik keresztnevét pedig arról a császárról kapta, aki az ő születésekor volt hatalmon, Honoriusról. (Honorius, akárcsak féltestvére, Galla Placidia, I. Theodosius császár gyermeke volt, bár különböző anyától.)
Korabeli pénzérmék bizonyítják, amiken Honoria neve szerepel, hogy öccsének, Valentinianusnak születése előtt, mikor még ő volt az egyedüli trónörökös, megkapta az augusta címet. Honoriának és Valentinianusnak volt egy bátyja is, anyjuk, Galla Placidia előző házasságából, amit a vizigótok királyával, Athaulffal kötött. Ez a báty, Theodosius még egyéves korában meghalt.
A hercegnő életének legnagyobb részéről több történelmi feljegyzés maradt ránk, nem csak néhány fontosabb adat vagy utalás. Annyi bizonyos, hogy gyermekkorában, 423 tavaszán édesanyjával és öccsével, Konstantinápolyba, a Bizánci Birodalom fővárosába hajóztak. Honoria 424 nyarán ismét csatlakozott édesanyjához és Valentinianushoz, amikor azok légióik élén Thesszáliába utaztak, hogy katonai erővel állítsák helyre császári hatalmukat a nyugaton.  Öccse, III. Valentinianus 425-ben, hat évesen vált császárrá, de Honoria társcsászárnő (augusta) maradt.
Honoria felnőtt nőként szépségéről és erotikus kisugárzásáról vált híressé, ezért is kapta az Isteni Honoria nevet. A történészek úgy jellemezték, mint ambiciózus és buja nőszemélyt, aki előnyös külsejét használta fel arra, hogy érdekeit érvényesíthesse, mivel tisztában volt öccse gyenge uralkodói képességeivel. (Antiochiai János szerint még összeesküvést is szőtt egyik szeretőjével, egy bizonyos Eugeniusszal, az uralkodó udvari kamarásával a császár ellen, hogy megölesse őt, ám tervüket Valentinianus végül megneszelte, nővérét pedig 449-ben száműzetésbe küldte a Kelet-római Birodalom fővárosába, Konstantinápolyba, az ottani császári udvarba, ahol palotaőrizetbe vetették.) Valentinianusnak, elsősorban politikai érdekek miatt, szándékában állt nőül adni nővérét egy római szenátorhoz, bizonyos Bassus Herculanushoz.
A megalázott Honoria levelet küldött Attila hun királynak, mellékelve gyűrűjét. A levélben szövetséget ajánlott neki, amit Attila házassági ajánlatként értelmezett, és hozományként Galliát követelte „menyasszonya” számára. A hun király már évekkel korábban tervezte, hogy csapataival megtámadja a Nyugat-római Birodalmat, Honoria ajánlata pedig jó okot szolgáltatott neki a háborúra.
A rómaI császári család gyorsan intézkedett Honoriával szemben, még mielőtt II. Theodosius bizánci császár, aki képtelen békeajánlatokra is hajlamos volt a hunokkal szemben, esetleg támogatta volna a Galliára irányuló hun követelést. Honoriát 450 februárjában hazavitték Rómába, látszatból férjhez adták, majd örökre eltűnt a forrásokból.
Honoria halálának pontos helye és időpontja nem ismert. Ismert azonban az, hogy bár családjának szinte összes tagját Ravennában, a családi mauzóleumban temették el, őt azonban nem temették oda. Az Attilának tett házassági ajánlata lehetett a végső oka „emlékezete eltörlésének” (damnatio memoriae).
Kézai Simon Magyar krónikája szerint Attilának Honoriától született fia volt Csaba királyfi.